# عملية باير

مخطط توضيحي لعملية باير.

عملية باير هي الوسيلة الصناعية الرئيسية لتكرير البوكسيت لإنتاج الألومينا (أكسيد الألومنيوم) وقد تم تطويرها من قبل كارل جوزيف باير. يُعد البوكسيت،  الخام الطبيعي الذي يصنع منه معظم معدن الألومنيوم  الأكثر أهمية،   لأنه يحتوي فقط 30-60% من أكسيد الألومنيوم (Al2O3)، والباقي هو خليط من السيليكا، وأكاسيد الحديد المختلفة، وثنائي أكسيد التيتانيوم.